# Sisoorajooq

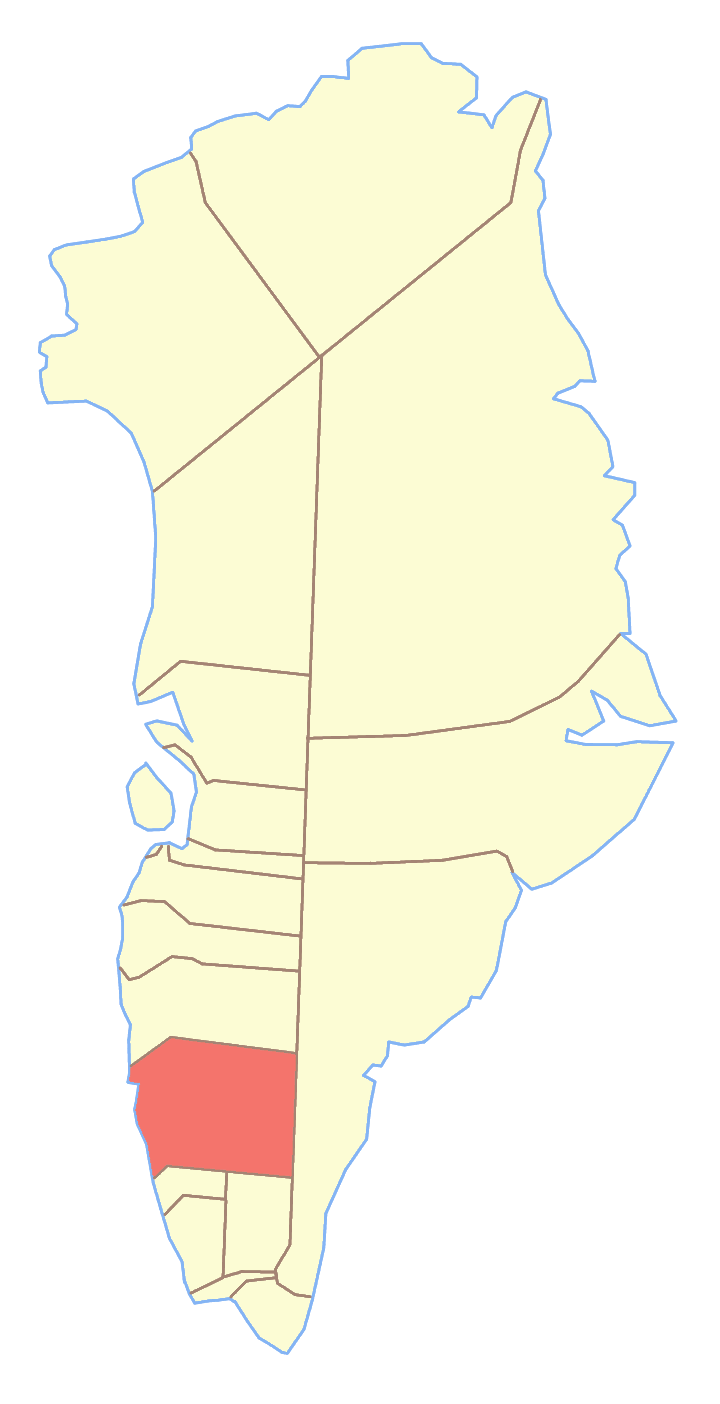
Ex comune di Nuuk, dove si trova il Sisoorajooq

Il Sisoorajooq è una montagna della Groenlandia di 792 m. Si trova a 64°08'N 51°31'O; appartiene al comune di Sermersooq.